# NGC 6936
NGC 6936 is een elliptisch sterrenstelsel in het sterrenbeeld Steenbok. Het hemelobject werd in 1886 ontdekt door de Amerikaanse astronoom Francis Preserved Leavenworth.

## Synoniemen
- ESO 528-22
- MCG -4-48-21
- PGC 65033